# Dietrich Buxtehude
Dietrich Buxtehude sau Dieterich (n. 1637, Helsingborg, Danemarca – d. 9 mai 1707, Lübeck, Sfântul Imperiu Roman) a fost un compozitor și organist danez din perioada barocului, ale cărui lucrări sunt tipice școlii de orgă din Germania de Nord. Stilul lui Buxtehude a influențat foarte mult alți compozitori, precum pe George Frideric Handel. Buxtehude este considerat unul dintre cei mai importanți compozitori ai secolului al XVII-lea.
Om cult, poliglot, instrumentist excelent și poet discret, Buxtehude a dezvoltat un stil care a îmbrățișat diferitele forme compoziționale ale vremii, precum fantezia, coralul și fuga și care a influențat mulți compozitori, inclusiv pe tânărul Johann Sebastian Bach. Compozițiile sale pentru orgă sunt considerate apogeul școlii germane de orgă din secolul al XVII-lea.
Buxtehude s-a mutat în diferite orașe din nordul Germaniei înainte de a se stabili la Lübeck, unde faima sa a atins apogeul, până în punctul în care spectacolele sale au ajuns cunoscute în toată țara. Majoritatea compozițiilor sale au supraviețuit până în secolul al XXI-lea datorită manuscriselor și copiilor, dar nicio partitură nu a supraviețuit din cele mai celebre producții ale sale de la acea vreme - concertele vocale cunoscute sub numele de Abendmusiken („Muzica de seară”).
Bogăția operelor sale îl face cel mai mare compozitor german din generația aflată între Heinrich Schütz și Johann Sebastian Bach.

## Listă de lucrări muzicale
Lucrările lui Dieterich Buxtehude sunt catalogate în Buxtehude-Werke-Verzeichnis (BuxWV).
135 de lucrări vocale (BuxWV 1–135):
- peste 100 de cantate și concerte religioase
- Ciclul pasiunilor „Membra Jesu nostri” (BuxWV 75)
- Lament (BuxWV 76), compus cu ocazia morții tatălui său (1674)
- o Missa brevis (BuxWV 114)
- unele oratorii (în mare parte pierdute)

89 de lucrări pentru orgă (BuxWV 136–225):
- 42 de lucrări libere (toccate, preludii, fugi, canțone și opere în ostinato)
- 47 de lucrări în stilul coral

26 de lucrări pentru clavecin (BuxWV 226–251):
- 20 de suite
- 6 lucrări pe variațiuni

24 de lucrări pentru coarde și în basso continuo (BuxWV 252–275)
- 14 sonate trio
- 10 sonate